# Kandi (Benin)
Kandi ist eine Stadt, ein Arrondissement und eine Kommune in Benin. Sie ist die Hauptstadt des Département Alibori. Ursprünglich eine Marktstadt, ist Kandi heute hauptsächlich ein landwirtschaftliches Zentrum. Es liegt an der wichtigsten Nord-Süd-Straße des Landes, 650 km von Cotonou und 523 km nördlich von Porto-Novo. Die Stadt hatte bei der Volkszählung im Mai 2013 eine Bevölkerung von 56.043 Menschen und die deutlich größere Kommune Kandi hatte zum selben Zeitpunkt 177.683 Einwohner.

## Geschichte
Kandi wurde vom Bariba-Königreich gegründet, einem Ableger der Borgu-Konföderation. Die umliegenden Dörfer sind von den Bariba im Süden und Westen und den Mokole Yoruba im Norden bewohnt, die vor den Kriegen der Gründung des Oyo-Reiches flohen. Die umliegenden Landschaften sind von Bariba besiedelt.

## Wirtschaft
Der größte Teil der Bevölkerung ist in der Landwirtschaft tätig, gefolgt von Handel, Transport und Kunsthandwerk. Die wichtigsten angebauten Feldfrüchte sind Mais, Baumwolle, Kapok, Hirse und Erdnüsse. In der Umgebung gibt es bedeutende Eisenvorkommen.

## Religion
Die Stadt ist der Hauptsitz des Bistums Kandi.

## Infrastruktur
Die Siedlung liegt an der Fernstraße RNIE2 und verfügt über den Flugplatz Kandi.

## Persönlichkeiten
- Béatrice Lalinon Gbado (* 1962), Autorin
- Rémi Prosper Moretti (* 1966), Techniker und Politiker
- William Dassagaté (* 1993), Fußballspieler